# 신구중학교
신구중학교(新鷗中學校)는 대한민국 서울특별시 강남구 신사동에 있는 공립 중학교이다.

## 학교 연혁
- 1988년 2월 2일 : 신구중학교 설립인가(42학급)
- 1988년 3월 1일 : 초대 이효철 교장 취임
- 1988년 4월 25일 : 개교식
- 1991년 2월 12일 : 제1회 졸업식(771명)
- 2010년 3월 1일 : 교과교실제 운영 연구 시범학교(서울특별시교육청) (~2012.02.28)
- 2019년 9월 1일 : 아우름관(체육관) 준공
- 2022년 9월 30일 : 야외 농구장 준공
- 2023년 1월 5일 : 제33회 졸업식(108명) 졸업생수(10,811명)
- 2023년 3월 2일 : 입학식(4학급 90명)

## 참고 자료
- 신구중학교 - 한국교육학술정보원 학교알리미